# Богданка (Сумская область)

Богданка (укр. Богданка) — село,
Ковтуновский сельский совет,
Шосткинский район,
Сумская область,
Украина.
Код КОАТУУ — 5925383503. Население по переписи 2001 года составляло 234 человека.

## Географическое положение
Село Богданка находится на левом берегу реки Шостка,
выше по течению на расстоянии в 5 км расположен город Шостка,
ниже по течению на расстоянии в 1,5 км расположено село Богдановка,
на противоположном берегу — село Красулино.
По селу протекает пересыхающий ручей с запрудой.
Рядом проходит автомобильная дорога Т-2502 (Р-65) и
железная дорога, станция Богданка в 0,5 км.

## Объекты социальной сферы
- Школа.

## Достопримечательности
- Музей и памятник Ушинскому.

## Известные люди
- Ушинский Константин Дмитриевич (1824—1871) — российский педагог, основоположник научной педагогики в России, жил и работал в селе Богданка.